# DC Universe (franšíza)
DC Universe (DCU) je americká mediální franšíza a sdílený vesmír založený na postavách z publikací DC Comics. Vytvořili ji James Gunn a Peter Safran, spolupředsedové a spoluředitelé DC Studios. DCU vzniklo měkkým restartem předchozí franšízy, DC Extended Universe (DCEU), zachovává vybrané členy obsazení a narativní prvky DCEU, ale ignoruje ostatní. Na rozdíl od předchozího stavu adaptací DC Comics nabízí DCU jednotnou kontinuitu a příběh napříč hranými filmy, seriály, animací a videohrami. Souběžné DC adaptace, které neodpovídají této kontinuitě, jsou označeny jako „DC Elseworlds“.
Poté, co se Discovery a WarnerMedia spojily a staly se Warner Bros. Discovery (WBD), odhalil generální ředitel David Zaslav plán na oživení značky DC po špatném přijetí některých filmů DCEU. Gunn a Safran byli najati, aby vedli nově vzniklá DC Studios v listopadu 2022 poté, co pracovali na několika projektech DCEU, včetně filmu Sebevražedný oddíl (2021) a z něj odvozeného seriálu Peacemaker (2022–dosud). Dvojice strávila několik měsíců se skupinou scenáristů vyvíjením zastřešujícího příběhu pro novou kontinuitu DC, která obsahuje kombinaci populárních i méně známých postav DC. Některé projekty DCEU ve vývoji byly opuštěny ve prospěch nového směru, zatímco jiné – včetně Peacemakera – pokračovaly v rámci nové franšízy. Gunn a Safran se chtěli zaměřit spíše na potřeby vyprávění, než nutit tvůrce, aby produkovali své projekty pro konkrétní data vydání.
Příběh DCU je rozdělen do kapitol, počínaje „Gods and Monsters“, která začala v roce 2024 animovaným seriálem Creature Commandos. Gunn a Safran považují první film této kapitoly, Superman (2025), za skutečný začátek DCU.

## Filmy
| Český název                  | Originální název                             | Datum vydání v USA           | Režie                        | Scénář                       | Produkce                                            | Stav                         |
| Chapter 1: Gods and Monsters | Chapter 1: Gods and Monsters                 | Chapter 1: Gods and Monsters | Chapter 1: Gods and Monsters | Chapter 1: Gods and Monsters | Chapter 1: Gods and Monsters                        | Chapter 1: Gods and Monsters |
| ---------------------------- | -------------------------------------------- | ---------------------------- | ---------------------------- | ---------------------------- | --------------------------------------------------- | ---------------------------- |
| Superman                     | Superman                                     | 11. července 2025            | James Gunn                   | James Gunn                   | Peter Safran                                        | vydáno                       |
| bude oznámeno                | Supergirl: Woman of Tomorrow                 | 26. června 2026              | Craig Gillespie              | Ana Nogueira                 | James Gunn a Peter Safran                           | v postprodukci               |
| bude oznámeno                | Clayface                                     | 11. září 2026                | bude oznámeno                | Mike Flanagan                | James Gunn, Peter Safran, Matt Reeves a Lynn Harris | v předprodukci               |
| bude oznámeno                | The Authority                                | bude oznámeno                | bude oznámeno                | bude oznámeno                | bude oznámeno                                       | ve vývoji                    |
| bude oznámeno                | The Brave and the Bold                       | bude oznámeno                | Andy Muschietti              | bude oznámeno                | James Gunn, Peter Safran a Barbara Muschietti       | ve vývoji                    |
| bude oznámeno                | Swamp Thing                                  | bude oznámeno                | James Mangold                | James Mangold                | bude oznámeno                                       | ve vývoji                    |
| Ostatní filmy                |                                              |                              |                              |                              |                                                     |                              |
| bude oznámeno                | nepojmenovaný film o Teen Titans             | bude oznámeno                | bude oznámeno                | Ana Nogueira                 | bude oznámeno                                       | ve vývoji                    |
| bude oznámeno                | nepojmenovaný film o Baneovi a Deathstrokovi | bude oznámeno                | bude oznámeno                | Matthew Orton                | bude oznámeno                                       | ve vývoji                    |
| bude oznámeno                | Sgt. Rock                                    | bude oznámeno                | bude oznámeno                | Justin Kuritzkes             | bude oznámeno                                       | ve vývoji                    |

## Seriály
| Český název                  | Originální název                                | Řada                         | Dílů                         | Datum vysílání/vydání v USA  | Datum vysílání/vydání v USA  | Showrunner                     | Stav                         |
| Český název                  | Originální název                                | Řada                         | Dílů                         | První díl                    | Poslední díl                 | Showrunner                     | Stav                         |
| Chapter 1: Gods and Monsters | Chapter 1: Gods and Monsters                    | Chapter 1: Gods and Monsters | Chapter 1: Gods and Monsters | Chapter 1: Gods and Monsters | Chapter 1: Gods and Monsters | Chapter 1: Gods and Monsters   | Chapter 1: Gods and Monsters |
| ---------------------------- | ----------------------------------------------- | ---------------------------- | ---------------------------- | ---------------------------- | ---------------------------- | ------------------------------ | ---------------------------- |
| Creature Commandos           | Creature Commandos                              | 1                            | 7                            | 5. prosince 2024             | 9. ledna 2025                | Dean Lorey                     | odvysíláno                   |
| Creature Commandos           | Creature Commandos                              | 2                            | bude oznámeno                | bude oznámeno                | bude oznámeno                | Dean Lorey                     | ve vývoji[zdroj⁠?!]           |
| Peacemaker                   | Peacemaker                                      | 2                            | 8                            | srpen 2025                   | bude oznámeno                | James Gunn                     | v postprodukci               |
| bude oznámeno                | Lanterns                                        | 1                            | 8                            | bude oznámeno                | bude oznámeno                | Chris Mundi                    | v předprodukci               |
| bude oznámeno                | Waller                                          | 1                            | bude oznámeno                | bude oznámeno                | bude oznámeno                | Christal Henry a Jeremy Carver | ve vývoji                    |
| bude oznámeno                | Paradise Lost                                   | 1                            | bude oznámeno                | bude oznámeno                | bude oznámeno                | bude oznámeno                  | ve vývoji                    |
| bude oznámeno                | Booster Gold                                    | 1                            | bude oznámeno                | bude oznámeno                | bude oznámeno                | bude oznámeno                  | ve vývoji                    |
| Ostatní seriály              |                                                 |                              |                              |                              |                              |                                |                              |
| bude oznámeno                | nepojmenovaný animovaný seriál o Blue Beetleovi | 1                            | bude oznámeno                | bude oznámeno                | bude oznámeno                | Miguel Puga                    | ve vývoji                    |